# Glaucocharis swanni
Glaucocharis swanni là một loài bướm đêm trong họ Crambidae.